# ويليام لوكاس (سياسي أمريكي)
ويليام لوكاس (بالإنجليزية: William Lucas) هو محامي وسياسي أمريكي، ولد في 30 نوفمبر 1800، وتوفي في 29 أغسطس 1877. نشط حزبياً في الحزب الديمقراطي. وقد انتخب عضو مجلس نواب الولايات المتحدة عن ولاية فرجينيا وانتخب عضو مجلس النواب الأمريكي.